# 奥托·勒维
奥托·勒维（Otto Loewi，1873年6月3日—1961年12月25日），奥地利-德国-美国药理学家。生於法蘭克福，畢業於慕尼黑大學與斯特拉斯堡大學，後前往奧地利格拉茨大學從事研究。他与亨利·哈利特·戴尔在倫敦大學學院相遇，一起因发现神经冲动的化学传递，而获得1936年的诺贝尔生理学或医学奖。為躲避納粹在1940年移民至美國而後歸化美國公民，並在紐約大學擔任教職，1961年病逝於紐約市。